# Bolbapium striatopunctatum
Bolbapium striatopunctatum là một loài bọ cánh cứng trong họ Geotrupidae. Loài này được Laporte de Castelnau miêu tả khoa học năm 1840.